# Bahnstrecke Kirchhain–Burg- und Nieder-Gemünden
| |                         |                                          |                                          |
| Streckennummer (DB): | 3950                    |                                          |                                          |
| Kursbuchstrecke (DB): | zuletzt 527 (1980)      |                                          |                                          |
| Kursbuchstrecke: | 169b (1934) 193b (1946) |                                          |                                          |
| Streckenlänge: | 20,1 km                 |                                          |                                          |
| Spurweite: | 1435 mm (Normalspur)    |                                          |                                          |
| |                         |                                          |                                          |
| \| \| \| von Marburg \| \| \| \| \| von Gemünden (Wohra) \| \| \| \| 20,1 \| Kirchhain (Bz Kassel) \| Kirchhain (Bz Kassel) \| \| \| 19,7 \| nach Kassel Hbf \| nach Kassel Hbf \| \| \| 19,1 \| Anst Marburger Tapeten \| Anst Marburger Tapeten \| \| \| 16,8 \| Klein \| Klein \| \| \| 16,3 \| Ohm \| Ohm \| \| \| 15,4 \| Amöneburg (Bz. Kassel) \| Amöneburg (Bz. Kassel) \| \| \| 15,0 \| Ohm \| Ohm \| \| \| 14,8 \| Alte Ohm \| Alte Ohm \| \| \| 13,9 \| Rüdigheim (Kr. Marburg) \| Rüdigheim (Kr. Marburg) \| \| \| 12,1 \| Anst Raiffeisen Schweinsberg \| Anst Raiffeisen Schweinsberg \| \| \| 11,9 \| Schweinsberg \| Schweinsberg \| \| \| 10,7 \| ehem. Landesgrenze Preußen / Hessen \| ehem. Landesgrenze Preußen / Hessen \| \| \| 10,3 \| Anst Gebhardt-Paletten \| Anst Gebhardt-Paletten \| \| \| 10,1 \| Nieder-Ofleiden \| Nieder-Ofleiden \| \| \| 8,7 \| Basaltwerk Mitteldt. Hartstein-Industrie \| Basaltwerk Mitteldt. Hartstein-Industrie \| \| \| 8,6 \| Anst MHI Nieder-Ofleiden \| Anst MHI Nieder-Ofleiden \| \| \| 8,1 \| (Streckenende seit 1999) \| (Streckenende seit 1999) \| \| \| 7,8 \| Ober-Ofleiden \| Ober-Ofleiden \| \| \| 7,0 \| Homberg (Ohm) \| Homberg (Ohm) \| \| \| 6,1 \| Ohmviadukt Homberg \| Ohmviadukt Homberg \| \| \| 5,2 \| Neuhaus (Oberhessen) \| Neuhaus (Oberhessen) \| \| \| 4,9 \| Anst Kamax \| Anst Kamax \| \| \| 4,0 \| Wäldershausen \| Wäldershausen \| \| \| 1,3 \| Bundesautobahn 5 \| Bundesautobahn 5 \| \| \| 1,1 \| Ohm \| Ohm \| \| \| 0,4 \| Felda \| Felda \| \| \| \| von Fulda \| \| \| \| 0,0 \| Burg- u. Nieder-Gemünden (ehem. Bf) \| 237 m \| \| \| \| nach Gießen \| \| \| \| \| \| \| \| Quellen: [1][2] \| \| \| \| |                         |                                          |                                          |
| |                         | von Marburg                              |                                          |
| Strecke von links und von halblinks |                         | von Gemünden (Wohra)                     | von Gemünden (Wohra)                     |
| Kopfbahnhof Strecke bis hier außer Betrieb · Bahnhof | 20,1                    | Kirchhain (Bz Kassel)                    | Kirchhain (Bz Kassel)                    |
| | 19,7                    | nach Kassel Hbf                          | nach Kassel Hbf                          |
| Abzweig geradeaus und ehemals nach links | 19,1                    | Anst Marburger Tapeten                   | Anst Marburger Tapeten                   |
| Brücke über Wasserlauf | 16,8                    | Klein                                    | Klein                                    |
| Brücke über Wasserlauf | 16,3                    | Ohm                                      | Ohm                                      |
| ehemaliger Haltepunkt / Haltestelle | 15,4                    | Amöneburg (Bz. Kassel)                   | Amöneburg (Bz. Kassel)                   |
| Brücke über Wasserlauf | 15,0                    | Ohm                                      | Ohm                                      |
| Brücke über Wasserlauf | 14,8                    | Alte Ohm                                 | Alte Ohm                                 |
| ehemaliger Haltepunkt / Haltestelle | 13,9                    | Rüdigheim (Kr. Marburg)                  | Rüdigheim (Kr. Marburg)                  |
| Abzweig geradeaus und ehemals nach rechts | 12,1                    | Anst Raiffeisen Schweinsberg             | Anst Raiffeisen Schweinsberg             |
| ehemaliger Bahnhof | 11,9                    | Schweinsberg                             | Schweinsberg                             |
| ehemalige Grenze | 10,7                    | ehem. Landesgrenze Preußen / Hessen      | ehem. Landesgrenze Preußen / Hessen      |
| Abzweig geradeaus und von rechts | 10,3                    | Anst Gebhardt-Paletten                   | Anst Gebhardt-Paletten                   |
| Dienststation / Betriebs- oder Güterbahnhof | 10,1                    | Nieder-Ofleiden                          | Nieder-Ofleiden                          |
| Dienststation / Betriebs- oder Güterbahnhof | 8,7                     | Basaltwerk Mitteldt. Hartstein-Industrie | Basaltwerk Mitteldt. Hartstein-Industrie |
| Abzweig geradeaus und von links | 8,6                     | Anst MHI Nieder-Ofleiden                 | Anst MHI Nieder-Ofleiden                 |
| | 8,1                     | (Streckenende seit 1999)                 | (Streckenende seit 1999)                 |
| Haltepunkt / Haltestelle (Strecke außer Betrieb) | 7,8                     | Ober-Ofleiden                            | Ober-Ofleiden                            |
| Bahnhof (Strecke außer Betrieb) | 7,0                     | Homberg (Ohm)                            | Homberg (Ohm)                            |
| Brücke (Strecke außer Betrieb) | 6,1                     | Ohmviadukt Homberg                       | Ohmviadukt Homberg                       |
| Bahnhof (Strecke außer Betrieb) | 5,2                     | Neuhaus (Oberhessen)                     | Neuhaus (Oberhessen)                     |
| Abzweig geradeaus und von links (Strecke außer Betrieb) | 4,9                     | Anst Kamax                               | Anst Kamax                               |
| Haltepunkt / Haltestelle (Strecke außer Betrieb) | 4,0                     | Wäldershausen                            | Wäldershausen                            |
| Strecke mit Straßenbrücke (Strecke außer Betrieb) | 1,3                     | Bundesautobahn 5                         | Bundesautobahn 5                         |
| Brücke über Wasserlauf (Strecke außer Betrieb) | 1,1                     | Ohm                                      | Ohm                                      |
| Brücke über Wasserlauf (Strecke außer Betrieb) | 0,4                     | Felda                                    | Felda                                    |
| Abzweig ehemals geradeaus und von links |                         | von Fulda                                | von Fulda                                |
| Haltepunkt / Haltestelle, ehemals Bahnhof | 0,0                     | Burg- u. Nieder-Gemünden (ehem. Bf)      | 237 m                                    |
| |                         | nach Gießen                              |                                          |
| |                         |                                          |                                          |
| Quellen: |                         |                                          |                                          |

Die Bahnstrecke Kirchhain–Burg- und Nieder-Gemünden, auch bekannt als Ohmtalbahn, war eine eingleisige, nicht elektrifizierte Nebenbahn in Mittelhessen, die vom Bahnhof Kirchhain (Bz Kassel) zum Bahnhof Burg- und Nieder-Gemünden führte.
Die Strecke wurde von 1900/01 bis 1980 im Personenverkehr betrieben. Es findet zurzeit nur Güterverkehr auf einem 12 Kilometer langen Teilstück statt. Die restlichen acht Kilometer wurden 1999 abgebaut.

## Verlauf

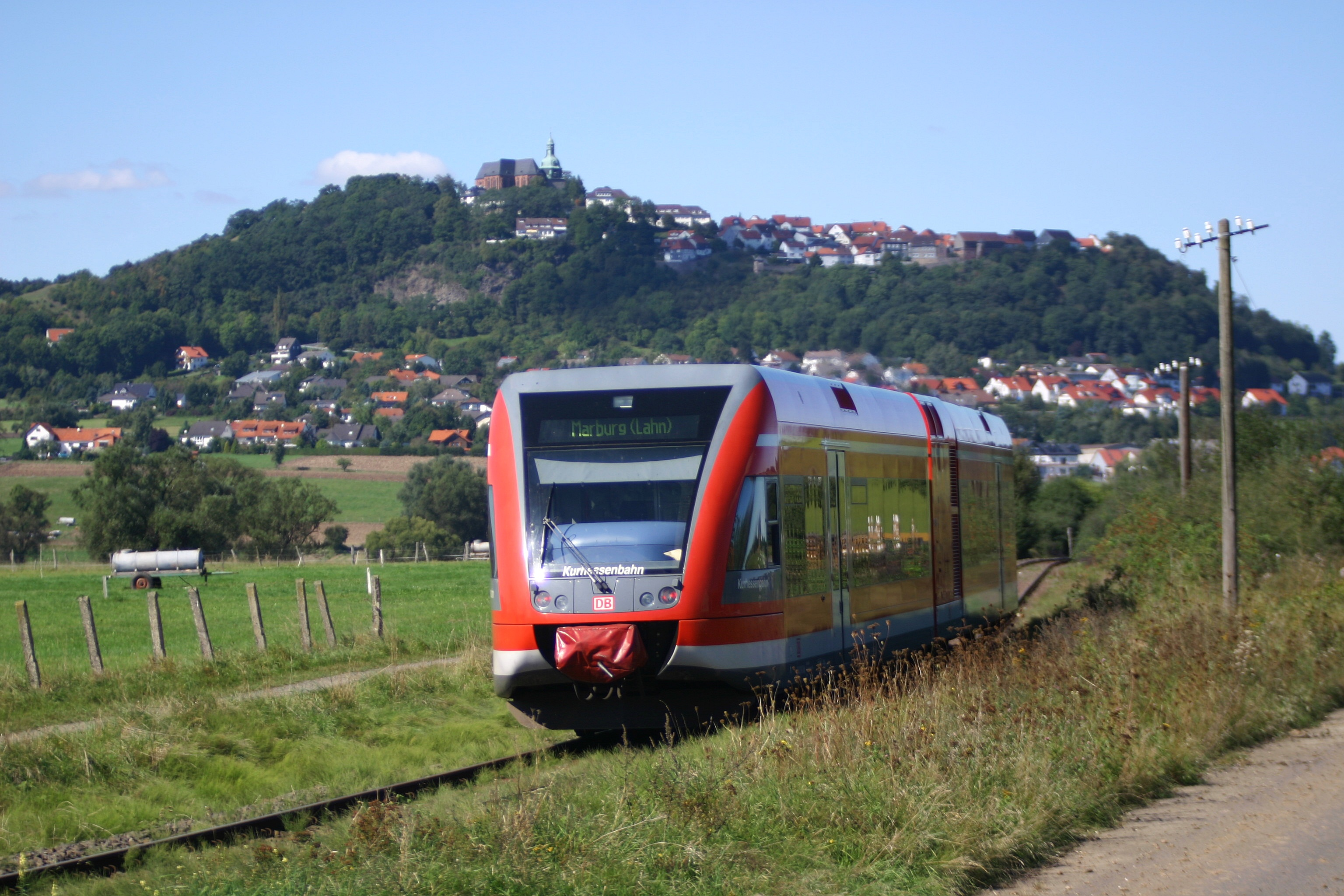
Sonderzug zwischen Rüdigheim und Amöneburg (2005)

Die 20,1 Kilometer lange Strecke führt vom Bahnhof Kirchhain entlang des Flusslaufs der Ohm über Homberg (Ohm) nach Burg- und Nieder-Gemünden. Die Strecke verläuft durch topografisch einfaches Gelände, daher gibt es außer dem Ohmviadukt in Homberg keine größeren Kunstbauten.
In Kirchhain besteht Anschluss an die Main-Weser-Bahn und ehemals an die Wohratalbahn.
Nach Stilllegung und Rückbau der südlichen Ohmtalbahn wurde der Bahnhof Burg- und Nieder-Gemünden an der Vogelsbergbahn zu einem Haltepunkt zurückgebaut.

## Geschichte
Die Strecke wurde in zwei Abschnitten erbaut, die kurz nacheinander eröffnet wurden.
Der nördliche Streckenteil von Kirchhain nach Nieder-Ofleiden wurde auf Betreiben und Kosten des preußischen Kreises Kirchhain gebaut und am 1. April 1900 als Kirchhainer Kreisbahn eröffnet. Der Betrieb der Nebenbahn wurde von den Preußischen Staatseisenbahnen übernommen.
Mit der Südhälfte der Strecke zwischen Burg- und Nieder-Gemünden und Nieder-Ofleiden schlossen die Hessischen Staatseisenbahnen am 1. April 1901 die Lücke zwischen ihrer Vogelsbergbahn und der preußischen Main-Weser-Bahn. Die Strecke wurde fortan gemeinsam von beiden Staatseisenbahnen betrieben.
1935/36 erhielt der Bahnhof Schweinsberg ein neues Empfangsgebäude, im Stil zwischen Heimatschutzarchitektur und Moderne.

## Betrieb

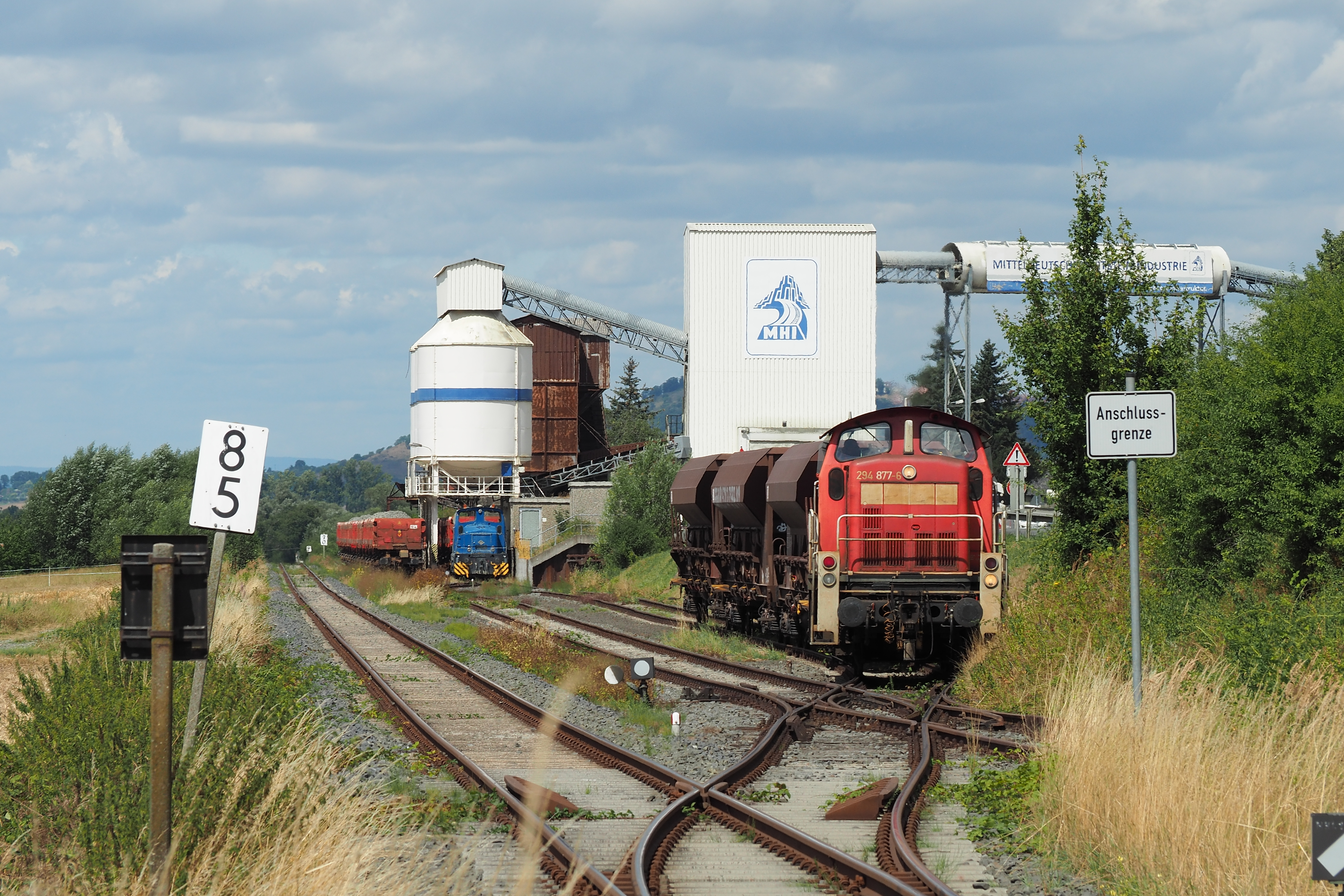
Anschlussbedienung der MHI

Der meist nur mäßige Personenverkehr wurde ab den 1970er Jahren mit Schienenbussen durchgeführt. Viel mehr Bedeutung hatte der Güterverkehr, es gab zahlreiche Gewerbeanschlüsse an der Strecke, welche bis weit in die 1980er Jahre bedient wurden. Der Personenverkehr wurde auf der Gesamtstrecke am 31. Mai 1980 eingestellt. Nachdem auf dem acht Kilometer langen Streckenabschnitt zwischen dem Güterbahnhof Mitteldeutsche Hartstein-Industrie und Burg- und Nieder-Gemünden auch der Güterverkehr eingestellt worden war, wurde dieser Streckenabschnitt zum 28. September 1991 stillgelegt. Die Gleisanlagen wurden im Jahr 1999 abgebaut, jedoch sind alle Brücken erhalten geblieben.

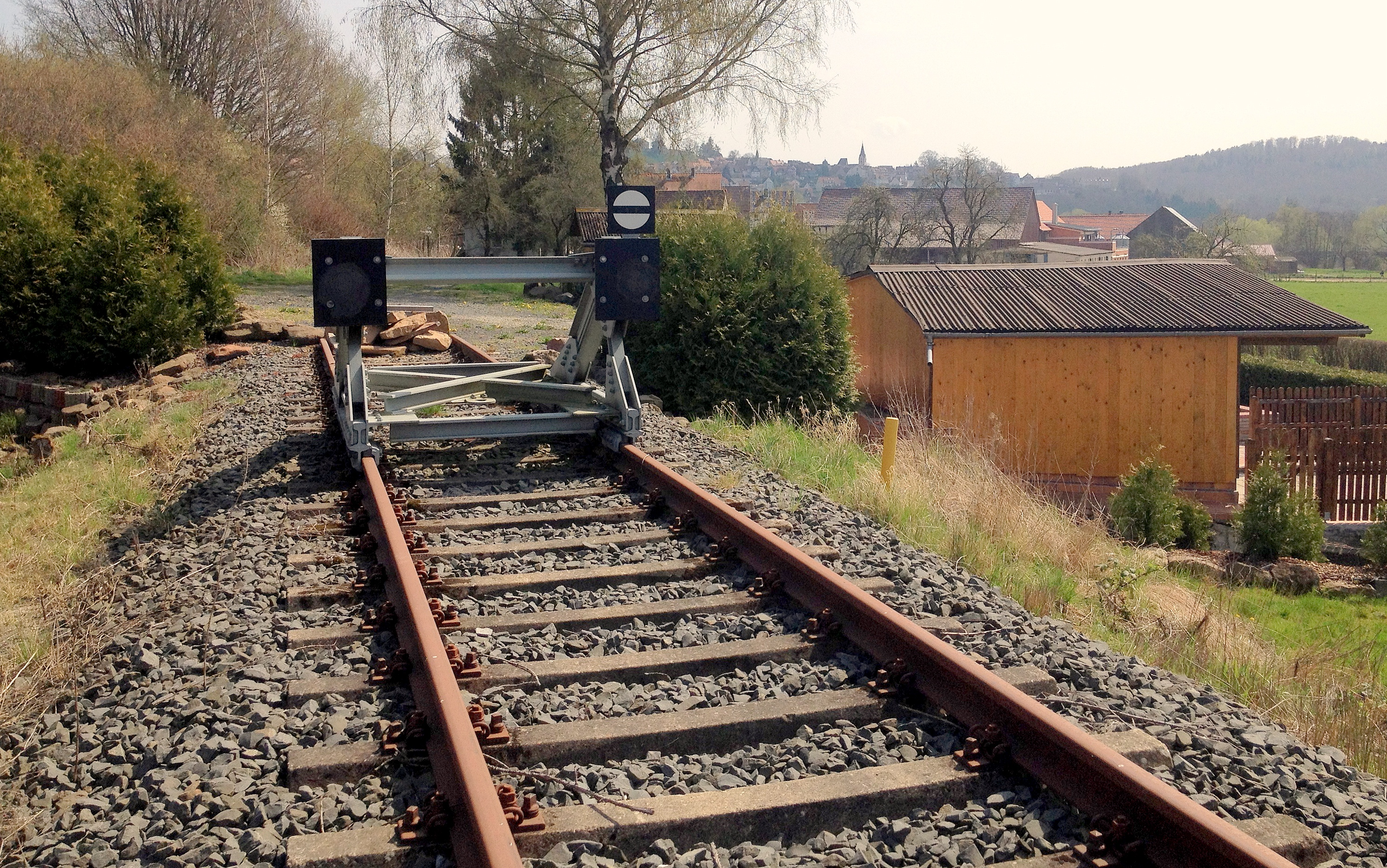
Derzeitiges Streckenende bei Ober-Ofleiden

Die verbliebene Strecke ist im Güterverkehr weiterhin in Betrieb und wurde 2009 umfassend saniert: zwei Brücken wurden neu gebaut und in den Güterbahnhöfen Mitteldeutsche Hartstein-Industrie und Nieder-Ofleiden wurden die Weichen und Gleise ausgetauscht. Es fanden unregelmäßig Sonderfahrten statt.

## Zukunft
Der Landkreis Marburg-Biedenkopf und der Vogelsbergkreis hatten 2020 eine Vorstudie über eine mögliche Reaktivierung der Strecke vereinbart. Im Januar 2021 unterzeichneten der Landkreis Marburg-Biedenkopf, der Zweckverband Oberhessische Versorgungsbetriebe sowie ein damit beauftragtes Planungsbüro erneut einen Dienstleistungsauftrag für eine Vorstudie zur Reaktivierung. Im November desselben Jahres wurden die Ergebnisse vorgestellt. Diese kam zu dem Ergebnis, dass bei einer intelligenten Verknüpfung mit der Vogelsbergbahn eine Reaktivierung einen volkswirtschaftlichen Nutzen bringen würde. Seitdem wird unter dem Stichwort „Hessen-Y“ darüber diskutiert, die Reaktivierung als ein Teil einer hessischen Ost-West-Verbindung Fulda-Alsfeld-Burg- und Niedergemünden -Gießen/Marburg mit Flügelzugkonzepten zu planen. Seit Frühjahr 2022 streben die beteiligten Kommunen und Kreise an, dazu eine kombinierte, vertiefende Machbarkeit in Auftrag zu geben.